# Atomosia maestrae
Atomosia maestrae là một loài ruồi trong họ Asilidae. Atomosia maestrae được Bromley miêu tả năm 1929. Loài này phân bố ở vùng Tân nhiệt đới.